# 阿勒泰花蟹蛛
阿勒泰花蟹蛛（学名：Xysticus aletaiensis）为蟹蛛科花蟹蛛属的动物。在中国，分布于新疆等地，常栖息于草丛。该物种的模式产地在新疆。